# Monarda pectinata
Monarda pectinata är en kransblommig växtart som beskrevs av Thomas Nuttall. Monarda pectinata ingår i släktet temyntor, och familjen kransblommiga växter. Inga underarter finns listade i Catalogue of Life.